# Cymbidieae
De Cymbidieae vormen een geslachtengroep (tribus) van de Epidendroideae, een onderfamilie van de orchideeënfamilie (Orchidaceae).
De Cymbidieae zijn onderverdeeld in 11 subtribi:
- Catasetinae
- Coeliopsidinae
- Cymbidiinae
- Cyrtopodiinae
- Eriopsidinae
- Eulophiinae
- Maxillariinae
- Oncidiinae
- Stanhopeinae
- Vargasiellinae
- Zygopetalinae

 'Lagere' Epidendroideae 

Tribus: Gastrodieae · Neottieae · Nervilieae · Sobralieae · Triphoreae · Tropidieae · Xerorchideae

 'Hogere' Epidendroideae 

Tribus: Arethuseae · Calypsoeae · Cymbidieae · Dendrobieae · Epidendreae · Malaxideae · Podochileae · Vandeae 